# كتاب التوحيد (الماتريدي)
كتاب التوحيد، هو كتاب يشرح عقيدة أهل السنة والجماعة من وجهة نظر الماتريدية، وهو للمؤلف أبو منصور الماتريدي مؤسس المدرسة الماتريدية، ويُعد هذا الكتاب من أهم مؤلفاته الكلامية، وذلك لأنه قد قرر فيه نظرياته الكلامية وبين فيه معتقده في أهم المسائل الاعتقادية، ويعد أيضًا من أقدم المراجع الكلامية التي فيها ذكر آراء الفرق الإسلامية وخاصة المعتزلة وكذلك آراء الفرق غير الإسلامية.

## مقدمة الكتاب

### مقدمة الأستاذ الدكتور فتح الله خليف
| كتاب التوحيد (الماتريدي) | بدأ اهتمامي بالماتريدي والماتريدية عندما كنت أعد بحثي لدرجة الدكتوراه في جامعة كيمبردج فيما بين عام 1964/1961. فقد اقترح عليّ الأستاذ آرثر جون آربري (بالإنجليزية: A. J. ARBERRY) دراسة مناظرات فخر الدين الرازي مع الماتريدية في بلاد ما وراء النهر. وكان من حسن حظي أن وجدت المخطوطة الوحيدة في العالم لكتاب التوحيد للإمام الماتريدي شيخ الماتريدية في مكتبة جامعة كيمبردج. وما أن وضعت رسالة الدكتوراه بين الدفتين حتى بدأت أفكر في تحقيق كتاب التوحيد. وبدأت بالفعل في تحقيق النص في قاعة الأندرسون بمكتبة جامعة كيمبردج في النصف الأول من عام 1964. ولم تطل إقامتي في إنجلترا بعد أن حصلت على درجة الدكتوراه، فعدت إلى مصر حاملاً نسخة مصورة بالزيروكس للمخطوطة. وكان عليّ أن أتفرغ لإعداد محاضراتي لطلاب الفلسفة بجامعة بيروت العربية حيث أوفدتني جامعة الإسكندرية فور عودتي من إنجلترا منتدباً للتدريس بجامعة بيروت العربية. وشغلت بذلك بعض الوقت عن العمل في تحقيق كتاب التوحيد، ثم عدت إليه مرة أخرى وعكفت على تحقيقه ودارسته. ولكن ما أن نُشرت دراساتي على فخر الدين الرازي باللغة الإنجليزية حتى طلب مني طلابي في بيروت والإسكندرية قراءة الرازي بالعربية، فتوقفت عن العمل في كتاب التوحيد لكي أحقق رغبتهم. وهكذا سار العمل في كتاب التوحيد، بدأته في كيمبردج وعكفت عليه طويلاً في بيروت ثم أكملته في الإسكندرية. | كتاب التوحيد (الماتريدي) |

### مقدمة الأستاذ الدكتور بكر طوبال أوغلي والأستاذ المساعد الدكتور محمد آروشي
| كتاب التوحيد (الماتريدي) | إن الماتريدية تمثل الجانب العقائدي للمذهب الحنفي - الماتريدي الذي ينتسب إليه اليوم أكثر من خمسين بالمائة من سكان العالم الإسلامي. ومن المعلوم أن كتاب التوحيد وتأويلات القرآن يعتبران من أهم مصادر المذهب الماتريدي الذي أسس بهما أبو منصور الماتريدي مذهبه الكلامي مستفيداً في ذلك أيضاً من الإمام أبي حنيفة رحمه الله. والتحقيق الأول الذي قام به الأستاذ الدكتور فتح الله خليف وتجربته الأولى لنشر كتاب التوحيد يعتبر بلا شك خدمة مهمة للثقافة الإسلامية وتاريخ الفكر بهذا المحيط. غير أن الاستفادة من هذه النشرة كانت محددة لأسباب عديدة نذكر البعض منها: وجود قراءة خاطئة لبعض العبارات أو الكلمات في النص، عدم وجود تعليق أو توضيح للعبارات الغامضة في النص، وعدم وجود توثيق كامل لبعض الأحاديث أو الروايات الموجودة بالنص، وعدم الارتباط في النص بين كتاب التوحيد وبين تأويلات القرآن. ورغم تقدير الأستاذ الدكتور بكر طوبال أوغلي والأستاذ المساعد الدكتور محمد آروتشي بما قام به الأستاذ الدكتور فتح الله خليف، فإنهما قاما أولاً بتدريس ودراسة نص كتاب التوحيد في محاضرات الدكتوراه بقسم علم الكلام للوصول إلى فهم صحيح لنص الكتاب، وذلك عن طريق المقارنة بين النسخة المطبوعة والخطية، ثم واصلا بتحقيقه ونشره نتيجة محاولات جادة ومتواصلة في فترة زمنية طويلة، واستهدفا بذلك تأمين الاستفادة من الكتاب على وجه أكمل للباحثين. ومن الجدير بالذكر أن الأستاذ الدكتور بكر طوبال أوغلي قد قام في حينه بترجمة الكتاب إلى اللغة التركية أيضاً؛ فهما دراستان قد لقيتا قبولاً واسعاً لدى الباحثين، ونُشِرَتا مرتين في أنقرة. وقد رأينا أيضاً أن كتاب التوحيد للماتريدي نُشِر في الآونة الأخيرة من قبل الدكتور عاصم إبراهيم الكيالي بدار الكتب العلمية ببيروت (1427هـ/2006م)؛ غير أن هذه النشرة التي لا تحتوي على جهود أكاديمية وتعليقات علمية في هوامشها. وقد بدأ الأستاذ الدكتور بكر طوبال أوغلي أخيراً بنشر تأويلات القرآن للماتريدي، وذلك بمساعدة اللجان العلمية المختلفة التي تعمل بها. فطُبع إلى اليوم سبعة مجلدات تحتوي على نص الكتاب المذكور من أول سورة الفاتحة إلى آخِر سورة إبراهيم؛ غير أن مواصلة عملية التحقيق تجرى حالياً تحت الإشراف العلمي من قِبل الأستاذ الدكتور بكر طوبال أوغلي. فقد حصلت تلك اللجان على ثلاثين نسخة خطية لكتاب تأويلات القرآن من مكتبات عديدة، فاختارت من بينها بعد فحص دقيق أربع نسخ خطية تعتمد عليها أثناء التحقيق. وكذلك تحاول تلك اللجان أن تستفيد أثناء التحقيق من النصوص الواردة في النسخ الخطية لشرح تأويلات القرآن لعلاء الدين السمرقندي. وكان أمل الأستاذ الدكتور بكر طوبال أوغلي والأستاذ المساعد الدكتور محمد آروتشي، محققي كتاب التوحيد، أن يُطبَع ذلك الكتاب في بيروت، الذي يعتبر مركزاً لطبع التراث الإسلامي وتوزيعه. وبمناسبة التحقق لأمنيتهما في ذلك، فهما يقدمان شكرهما البالغ لمؤسسة دار صادر التي تعتبر من أهم المؤسسات الناشرة لكتب لها قيمتها البالغة في ميادين الثقافة والحضارة بالعالم الإسلامي. وكذلك يشكر المحققان مجلس إدارة مركز البحوث الإسلامية (İSAM) الذي سمح لنا بترجمة المقالة المتعلقة بأبي منصور الماتريدي وأرائه الكلامية؛ فهي مقالة كتبها الأستاذ الدكتور بكر طوبال أوغلي ونُشِرت صمن مادة الماتريدي (آراؤه الكلامية) في الموسوعة الإسلامية لوقف ديانة تركيا بمدينة استانبول (18/ 151-157) ثم ترجمها الأستاذ المساعد الدكتور محمد آروتشي من اللغة التركية ونشراها في مقدمة هذه الطبعة الجديدة للكتاب. ونحن إذ نرحب بملاحظات كل من أراد الاهتمام بهذا التراث في محيط الكلام، نرجو أن يكون إخراج هذا الكتاب إلى حيّز الوجود بهذا الشكل قد يخدم التراث الإسلامي عامة، والباحثين المهتمين بعلم الكلام خاصة. وهذا من فضل ربنا، ولله الحمد ومنه العون والتوفيق. | كتاب التوحيد (الماتريدي) |

## محتويات الكتاب
- إبطال التقليد ووجوب معرفة الدين بالدليل.
- السمع والعقل هما أصل ما يُعرف به الدين.
- السُبُل الموصلة إلى العلم هي العيان والأخبار والنظر.
- الدليل على حدث الأعيان.
- الدليل على أن للعالم محدثاً.
- مُحْدِث العالم واحد.
- دلالة الشاهد على الغائب.
- أقاويل من يدّعي قِدَم العالم.
- لا يجوز إطلاق لفظ «الجسم» على الله تعالى.
- يجوز إطلاق لفظ «الشيء» على الله.
- مسألة في صفة الله تعالى.
- آراء الكعبي في صفات الذات وصفات الفعل والرد عليها.
- مناقشة قول الكعبي في أن أفعال الله باختيار.
- مسألة في أسماء الله عز وجل.
- بيان العرش.
- رؤية الله.
- شيئية المعدوم عند المعتزلة والإجابة عنها.
- الوصف لله والتسمية لا يوجبان التشابه.
- اختلاف الناس في جواب سؤال السائل: لِمَ خلق الله الخلق؟
- مسألة في التوحيد: من عرف نفسه عرف ربه.
- معنى القول بأن الله شيء.
- مسألة في أسماء الله.
- الحكمة في خلق الجواهر الضارة.
- اختلاف الفِرَق في العالم.
- طُرُق التوحيد.
- دفاع عن العلم والنظر.
- مناقشة ابن شبيب في حدث الأجسام.
- أقاويل الدهرية وبيان فسادها.
- أقاويل السمنية من الدهرية وبيان فسادها.
- أقاويل السوفسطائية وبيان فسادها.
- مسألة في صفة أقاويل الثنوية:

1. أولاً: أقاويل المنانية وبيان فسادها.
2. ثانياً: أقاويل الديصانية وبيان فسادها.
3. ثالثاً: أقاويل المرقيونية وبيان فسادها.

- أقاويل المجوس وبيان فسادها.
- إثبات الرسالة وبيان الحاجة إليها.
- أقاويل ابن الروندي في الرسالة وبيان فسادها.
- اثبات نبوة الأنبياء وبخاصة رسالة محمد صلى الله عليه وسلم.
- آراء النصارى في المسيح والرد عليها.
- أفعال الله.
- أفعال الخلق وإثباتها.
- اختلاف الفِرَق في أفعال الخلق.
- قدرة العبد أو استطاعته.
- القول في صلاحية القدرة للضدين وتكليف ما لا يطاق.
- مسائل في الإرادة.
- مسألة في القضاء والقدر.
- مسألة في ذَم القدرية.
- مسألة في مقترفي الذنوب وهل يخرجون بذنوبهم من الإيمان.
- اختلاف المسلمين في مرتكبي الكبائر.
- مسألة الشفاعة.
- مسألة في الإيمان.
- الإيمان تصديق بالقلب أم معرفة.
- مسألة في الإرجاء.
- خلق الإيمان.
- ترك الاستثناء في الإيمان.
- الإسلام والإيمان.